# Otonycteris
Genre
Otonycteris est un genre de chauves-souris de la famille des Vespertilionidae.

## Liste d'espèces
Selon NCBI (7 août 2010) :
- Otonycteris hemprichii Peters, 1859 - oreillard d'Hemprich
- Otonycteris leucophaea